# Stora Amboln
Stora Amboln är en sjö i Färgelanda kommun i Dalsland och ingår i Örekilsälvens huvudavrinningsområde. Sjön har en area på 0,0964 kvadratkilometer och ligger 184,5 meter över havet. Stora Amboln ligger i Kroppefjäll Natura 2000-område.

## Delavrinningsområde
Stora Amboln ingår i det delavrinningsområde (650722-128598) som SMHI kallar för Utloppet av Ragnerudsjön. Medelhöjden är 166 meter över havet och ytan är 18,87 kvadratkilometer. Det finns inga avrinningsområden uppströms utan avrinningsområdet är högsta punkten. Julan som avvattnar avrinningsområdet har biflödesordning 3, vilket innebär att vattnet flödar genom totalt 3 vattendrag innan det når havet efter 57 kilometer. Avrinningsområdet består mestadels av skog (85 procent). Avrinningsområdet har 2,18 kvadratkilometer vattenytor vilket ger det en sjöprocent på 11,6 procent.